# Johann Heinrich Ehrenfried Zimmer
Johann Heinrich Ehrenfried Zimmer, Rufname war Heinrich. (geboren 1774 in Rosdorf bei Göttingen; gestorben 4. Februar 1851 in Biel) war ein deutscher Zeichner, Maler, Holzschneider und Kunsterzieher.

## Leben
Heinrich Zimmer war Sohn des aus Hamburg stammenden Malers und Kunsterziehers Johann Zimmer, bei dem er auch seinen ersten Unterricht im Malen und Zeichnen erhielt, bevor er sich in Riepenhaus nahe Göttingen in seiner Kunst weiterbildete.
1799 verließ Zimmer seine Heimat, hielt sich zunächst in Stuttgart auf und fand anschließend in der Schweiz Arbeit bei dem Maler Franz Niklaus König. Nachdem er 1803 dessen Schwägerin geheiratet hatte, übersiedelte er nach Zofingen, dann nach Dättwil im Kanton Aargau, nach Gümligen und schließlich nach Bern.
Seinen Lebensunterhalt verdiente Zimmer außer mit seinen Werken, die er gelegentlich ausstellte, zumeist als Zeichenlehrer, so zwischen 1820 und 1848 in Bern. Zuletzt zog er zu seinem Sohn in Biel, wo er schließlich starb.

## Werke
Zu Zimmers bekanntesten Werken zählen die Titelvignette der von Stierlin 1819 und 1825 herausgegebenen „Berner Chroniken“; darunter
- E. Stierlin, Johann Rudolf Wyss (Hrsg.): Conrad Justingers Berner-Chronik, von Anfang der Stadt Bern bis in das Jahr 1421, Bern: bey Ludw. Albr. Haller, 1819 (Digitalisat).[1]